# Inconstant Moon
Iconstant Moon (Luna Inestable en España) es el decimosegundo episodio de la segunda temporada de la serie de televisión The Outer Limits. Fue estrenado originalmente en Showtime el 12 de abril de 1996, con guion de Larry Niven y dirección de Joseph Scanlan.
El episodio trata sobre lo que podría pasar en caso de que el sol se transformara en una nova y en cómo podría esto afectar a la Tierra. Es uno de los pocos episodios de la serie que no trata el tema de los alienígenas.
La recepción del episodio fue buena por los televidentes obteniendo un 8.8/10 de 69 votos en IMDb.com y un 8.5/10 de 35 votos en TV.com, obteniendo en este último la clasificación de «bueno».

## Argumento
El profesor Stan Hertz se encuentra en su casa a media noche y mirando por la ventana observa algo raro en la luna, inmediatamente llama por teléfono, pero le informan de que los circuitos para conferencias de largas distancias están averiados. Finalmente llama a Leslie, la dependienta de una librería que frecuenta asiduamente, y le dice que mire a la luna porque está más brillante de lo normal. De repente la televisión se estropea y le dice que tiene que dejarla. 
Toca a la puerta Henri un compañero profesor que le dice que hay algo raro en la luna que tiene que ser consecuencia del sol, y llegan a la conclusión de que este se ha transformado en una nova en el otro hemisferio y que el fin del mundo está cerca. Discuten entre sí avisar a las personas que conocen o no y si preferirían o no saber que el fin del mundo está cerca, sabiendo que morirán abrasados por los rayos ultravioleta. Cuando Henri se va de la casa de Stan llama Leslie por teléfono y hablan sobre lo bella que está la luna esa noche, pero antes de colgar Hertz le dice que si quiere caminar a la luz de la luna porque probablemente no habrá una luna parecida, todo ello sin comentarle nada sobre el fenómeno.
Stan llega a casa de Leslie y esta está ya vestida para salir, están se acerca y la besa quedando la segunda muy soprendida. Hertz le confiesa que quiso hacerlo desde siempre y antes de salir Leslie le pregunta si pasa algo, él contesta que no. Los dos salen hacia una heladería y las calles están tan iluminadas que parece de día. Ya en la heladería Stan le habla sobre los sentimientos que siente hacia ella y parece que Leslie le corresponde. Cuando llevan un rato tomando un helado entra alguien que parece estar perturbado mentalmente y que grita que el fin del mundo ha llegado. Stan, alterado, le interrumpe y salen los dos, después de un momento paseando la convence para tomarse un café irlandés en una cafetería. Allí un hombre sentado en la barra les invita a tomarse lo que quieran, aunque Stan parece no estar muy cómodo al final accede. El hombre se acerca a la mesa y les dice que si quieren saber porque les invita, que si quieren saber qué está pasando y Stan le dice que algunos preferirían no saberlo. 
Después de esto, Stan le pide que se case con él y ella dice que sí. Salen a la calle a mirar escaparates y llegan a una joyería donde ven un anillo que le gusta a Leslie. Stan rompe la vitrina del escaparte y salen corriendo con el anillo mientras se oyen sirenas de policía. En un callejón Leslie le pide que le diga qué está pasando y él se lo confiesa, enfandánla porque piensa que la ha utilizado al no decirle que el sol se había transformado en una nova, aunque al final ella le perdona.
Mientras siguen paseado, Stan le dice que hay una onda expansiva que se acerca a la Tierra, primero habrá una explosión ensordecedora y una nube de vapor que los abrasará. Después de un rato, le comenta que es raro que nadie haya comunicado nada y entonces un coche choca contra una obra. Del coche sale un hombre que dice que tiene que comunicarle una noticia a su mujer y Stan y Leslie suben al coche dirigiéndose hacia la casa de Leslie. Cuando llegan aparece la primera tormenta eléctrica y mucho viento y esta se asusta. En la casa Stan le dice que tiene que ir a por comida que habían dejado en el coche y de camino coge a un perro cuyo amo yace en el suelo. Stan toca a la puerta y Leslie está enfadada porque siente que la abandonó. El progesor le dice que el huracán que acaba de pasar tiene que ser otra cosa que uno provocado por una nova porque hubiera sio más grande. Le dice también que pudo haberse tratado de una fulguración solar y que habrá que racionar la comida porque puede haber inundaciones. Después de un rato decide llamar a Henri por teléfono, pero este se ha suicidado.
De repente la situación comienza a agravarse y debido a un rayo que hace explotar la ventana un trozo de madera se le clava en el pecho, pero Leslie consigue construir un pequeño refugio y allí intenta curarle, con éxito. Ya por la mañana Stan despierta abrazado a Leslie y por la ventana observa el paisaje de casas inundadas, Leslie se acerca a él.

## Voz en off
Voz en off inicial

El influjo de la luna puede enloquecer a los hombres y hacer que afloren los sentimientos de los enamorados, pero esta noche, durante un último y glorioso momento, su brillo será el anuncio de un terrible amanecer.
Inconstant Moon, (inicio)

Voz en off final

Puede que nuestra forma de afrontar la muerte no sea tan importante como nuestra forma de afrontar la vida. Vivamos cada día como si fuera el último: con esperanza, con valor, con amor.
Inconstant Moon, (final)

## Reparto
| Actor           | Personaje               |
| --------------- | ----------------------- |
| Michael Gross   | Stan Hertz              |
| Joanna Gleason  | Leslie                  |
| Scott Swanson   | Hombre de pelo plateado |
| William de Vry  | Barman                  |
| Jeremy Hart     | Henry Walker            |
| James Bell (II) | Ejecutivo en bar        |

## Producción
El episodio está basado en el relato corto ganador de un Hugo Inconstant Moon de Larry Niven. El relato fue primeramente publicado en su colección All the Myriad Ways.

### Terminología científica
Nova: una nova es una explosión termonuclear causada por la acumulación de hidrógeno en la superficie de una enana blanca. La enorme cantidad de energía liberada por este proceso produce un destello de radiación electromagnética muy brillante, pero de corta duración. Este destello, que se produce en escalas de tiempo de días, dio origen al nombre nova, que en latín significa «nueva».

### Fallos de continuidad
Cuando Stan y Leslie se encuentran en el bar, la camarera les sirve dos vasos de agua, cuando el plano cambia y vuelve a ellos se puede ver como los vasos de agua están más vacíos aunque ni siquiera los han tocado.
Si la una está en creciente, no puede ser tan tarde como Stan dice, y no mucho más de horas después de la puesta de sol.